# Andrzej Juskowiak
Andrzej Mieczysław Juskowiak (* 3. November 1970 in Gostyń) ist ein ehemaliger polnischer Fußballspieler.

## Werdegang
Im Jahr 1987 verließ er seinen Stammverein Kania Gostyń und schloss sich Lech Posen an, wo er – damals bereits eines der herausragenden polnischen Talente – bessere Trainingsmöglichkeiten hatte. Bereits mit 17 Jahren wurde er in der Saison 1987/88 in der ersten Mannschaft eingesetzt, ein Jahr später erzielte der immer noch Jugendliche seine ersten Liga-Tore. In seiner ersten vollen Spielzeit 1989/90 wurde Juskowiak mit 18 Toren polnischer Torschützenkönig.
Bei den Olympischen Spielen 1992 in Barcelona wurde er Torschützenkönig und erreichte das Finale, das Polen gegen Spanien verlor. Durch dieses Turnier erstmals international ins Rampenlicht getreten, konnte Juskowiak bei Sporting Lissabon, wo er ab 1992 drei Jahre spielte, seinen Ruf als Stürmer von internationalem Format untermauern. Seit 1996 spielte der Stürmer in Deutschland. Nach Stationen bei Klubs wie Borussia Mönchengladbach und VfL Wolfsburg spielte er von Januar 2004 bis 2007 beim FC Erzgebirge Aue. Seinen größten Triumph in dieser Zeit feierte er als Stürmer von Borussia Mönchengladbach mit dem Triumph im Europapokal gegen den FC Arsenal. Juskowiak war mit 39 Bundesligatoren lange Zeit der erfolgreichste Torschütze des VfL Wolfsburg in der deutschen Bundesliga.
Beim FC Erzgebirge Aue absolvierte er 110 Spiele in der 2. Bundesliga und war mit 33 Toren der erfolgreichste Torschütze in der Zweitliga-Geschichte des Vereins.
Nach der Saison 2006/07 beendete der Pole seine aktive Laufbahn als Spieler. Am 7. September 2007 fand sein Abschiedsspiel gegen seinen Jugendverein Lech Posen statt. Es endete 2:4 (2:0) für Posen. In dieser Partie spielte Juskowiak jeweils eine Halbzeit für beide Vereine.
Juskowiak spielte 39-mal für die polnische Fußballnationalmannschaft und erzielte 13 Tore. Bei der Qualifikation zur Europameisterschaft 1996 war Juskowiak erfolgreichster Torschütze (sieben Treffer) der polnischen Gruppe. Sein Team konnte sich für das Turnier in England jedoch nicht qualifizieren.
Juskowiak kommentiert seit seinem Karriereende Fußballspiele im polnischen Fernsehen, z. B. das UEFA-Champions-League-Finale 2013.
Seit Juli 2013 arbeitet Juskowiak als Talentscout für FC Erzgebirge Aue.

## Erfolge
- Olympiazweiter 1992
- Torschützenkönig des olympischen Turniers 1992
- Polnischer Meister 1990 und 1992
- Polnischer Pokalsieger 1988
- Portugiesischer Pokalsieger 1995
- Portugiesischer Vizemeister 1995
- Polnischer Fußballer des Jahres 1991, 1992 und 1995
- Polnischer Torschützenkönig 1990

### Internationale Tore
Polens Tore sind immer erstgenannt.
| #  | Datum            | Spielort             | Gegner        | Resultat | Bemerkungen                                          |
| -- | ---------------- | -------------------- | ------------- | -------- | ---------------------------------------------------- |
| 1  | 17. Mai 1994     | Katowice, Polen      | Österreich    | 3–4      | Freundschaftsspiel                                   |
| 2  | 12. Oktober 1994 | Mielec, Polen        | Aserbaidschan | 1–0      | Qualifikationsspiel für die Europameisterschaft 1996 |
| 3  | 29. März 1995    | Bukarest, Rumänien   | Rumänien      | 1–2      | Qualifikationsspiel für die Europameisterschaft 1996 |
| 4  | 25. April 1995   | Breslau, Polen       | Israel        | 4–3      | Qualifikationsspiel für die Europameisterschaft 1996 |
| 5  | 7. Juni 1995     | Breslau, Polen       | Slowakei      | 5–0      | Qualifikationsspiel für die Europameisterschaft 1996 |
| 6  | 7. Juni 1995     | Breslau, Polen       | Slowakei      | 5–0      | Qualifikationsspiel für die Europameisterschaft 1996 |
| 7  | 29. Juni 1995    | Recife, Brasilien    | Brasilien     | 1–2      | Freundschaftsspiel                                   |
| 8  | 16. August 1995  | Paris, Frankreich    | Frankreich    | 1–1      | Qualifikationsspiel für die Europameisterschaft 1996 |
| 9  | 11. Oktober 1995 | Bratislava, Slowakei | Slowakei      | 1–4      | Qualifikationsspiel für die Europameisterschaft 1996 |
| 10 | 7. Oktober 1997  | Chișinău, Moldau     | Moldau        | 3–0      | Qualifikationsspiel für die Weltmeisterschaft 1998   |
| 11 | 7. Oktober 1997  | Chișinău, Moldau     | Moldau        | 3–0      | Qualifikationsspiel für die Weltmeisterschaft 1998   |
| 12 | 7. Oktober 1997  | Chișinău, Moldau     | Moldau        | 3–0      | Qualifikationsspiel für die Weltmeisterschaft 1998   |
| 13 | 10. Oktober 1998 | Warschau, Polen      | Luxemburg     | 3–0      | Qualifikationsspiel für die Europameisterschaft 2000 |